# Holotrichia biscuspis
Holotrichia biscuspis är en skalbaggsart som beskrevs av Moser 1912. Holotrichia biscuspis ingår i släktet Holotrichia och familjen Melolonthidae. Inga underarter finns listade i Catalogue of Life.